# Metrichia meta
Metrichia meta is een schietmot uit de familie Hydroptilidae. De soort komt voor in het Neotropisch gebied.